# جسر متعرج

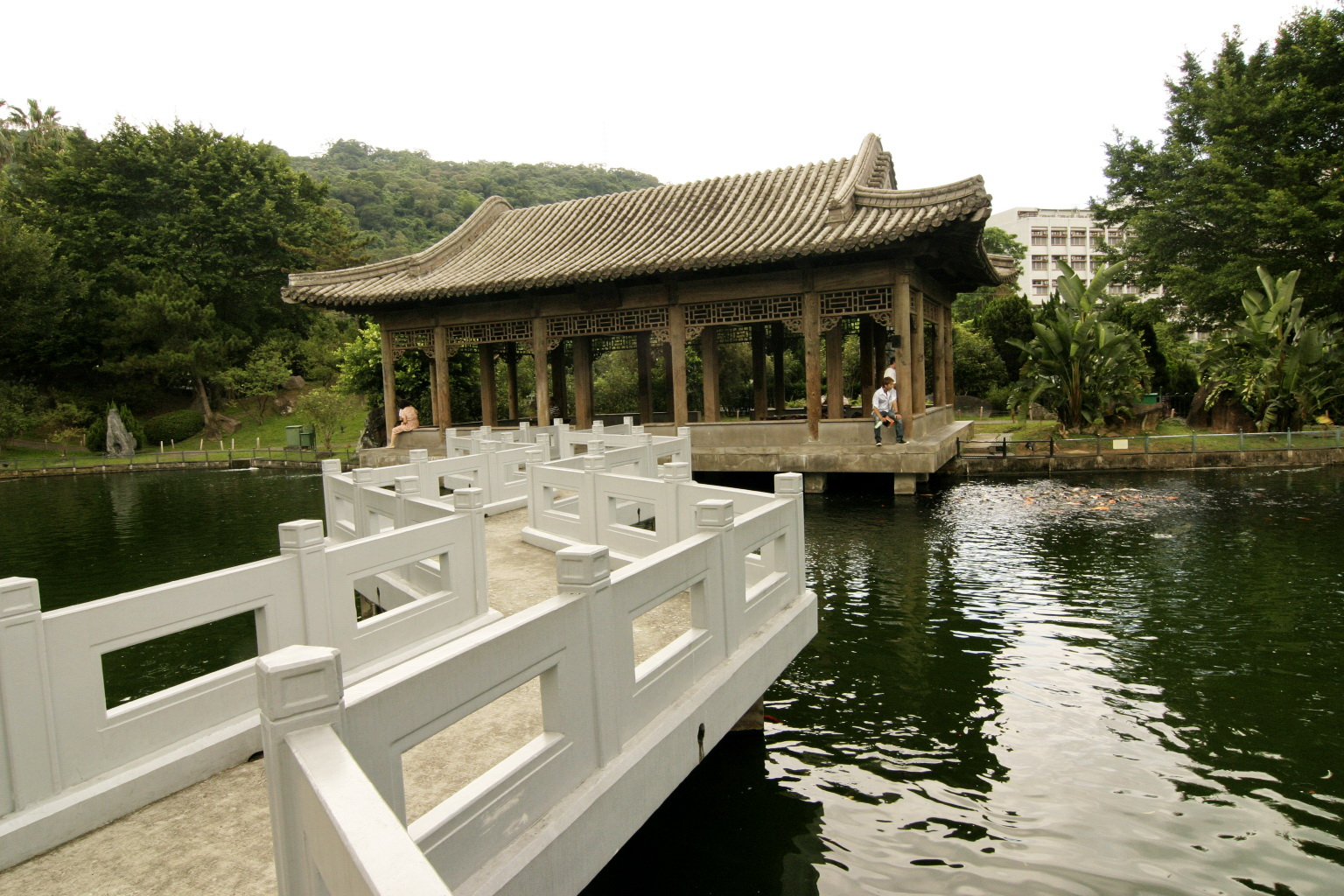
جسر متعرج

الجسر المتعرج هو جسر للمُشاة يتكون من شرائح قصيرة، كل مجموعة يتم تعيينها بزاوية بالنسبة لجيرانها وعادةً ما يكون هناك دوران مُتناوب يميناً ويساراً عند السفر عبر الجسر. يُستخدم في المعابر القياسية للاستقرار الهيكلي، وفي تصميم المناظر الطبيعية الآسيوية والغربية التقليدية والمعاصرة عبر الحدائق المائية.
عندما يُبنى من الخشب، يتم تشكيل كل قطعة وتدعمها الدعامات. عندما يُبنى من الحجر، فإن الجسر يستخدم ألواحاً مستطيلة قصيرة أو طويلة مثبتة على قواعد حجرية.

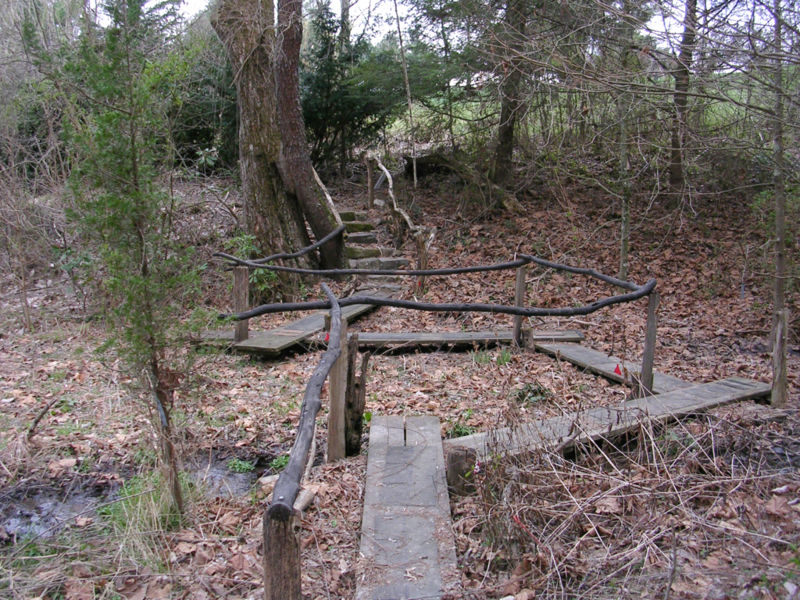
جسر متعرج عبر مستنقع في حدائق بوكسروود

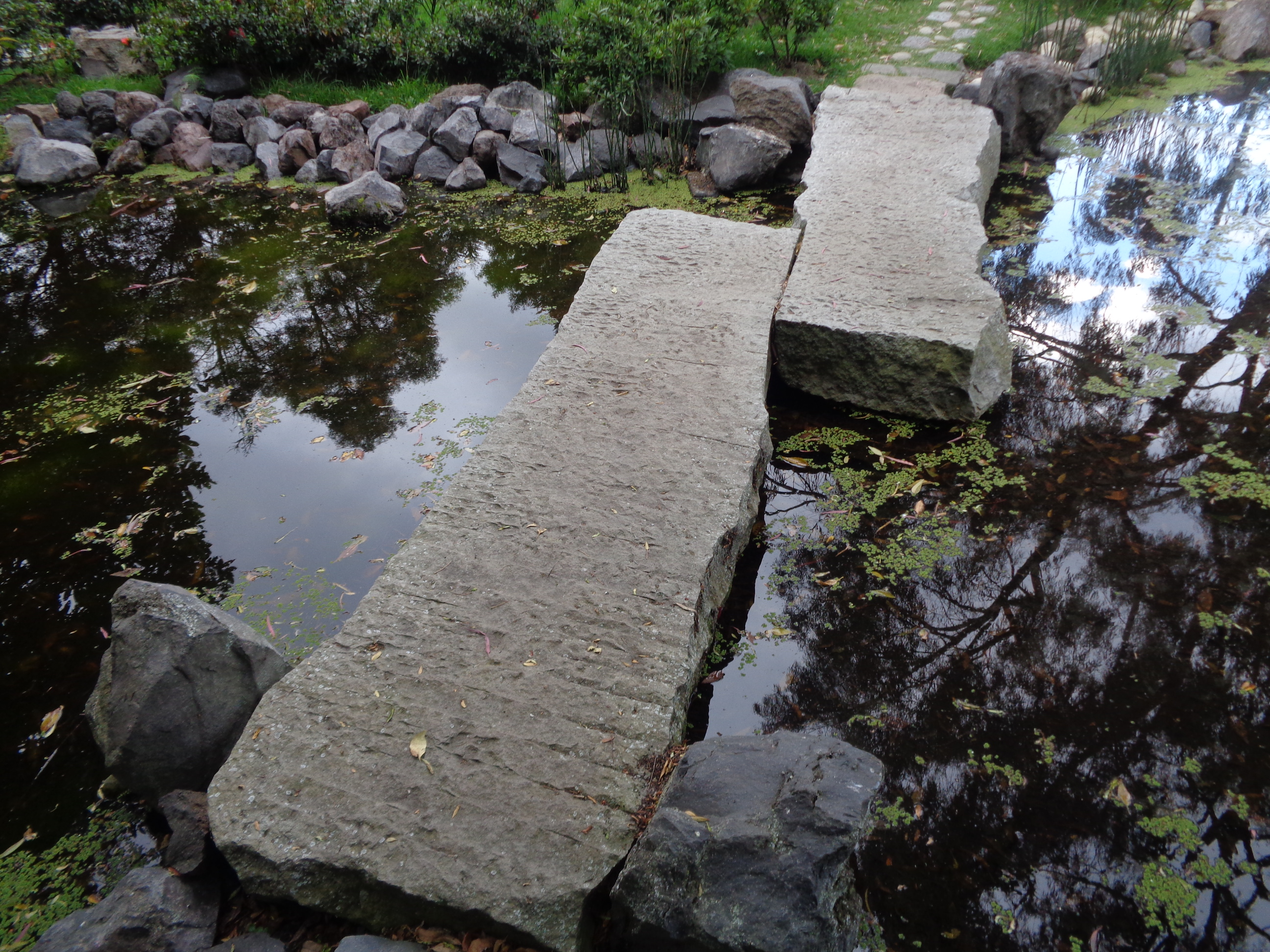
جسر متعرج عبر بركة صغيرة في كيتو في حديقة Jardín Botánico

## حديقة وجسر للاحتفال
عادةً يُرى الجسر المتعرج في الحديقة الصينية، الحديقة اليابانية، وحديقة زن. يُمكن أن يكون مصنوع من بلاطات حجرية أو ألواح كجزء من تصميم البركة وغالباً ما يُشاهد في الحدائق الريفية. كما أنه يُستخدم في حدائق النافورة الحديثة عالية الفن، وغالباً ما يكون في الحدائق الحضرية العامة والمناظر الطبيعية للحدائق النباتية.
الهدف من استخدام هذا الجسر، الذي بُني وفقاً لفلسفة وتعاليم زن، هو تركيز انتباه المُشاة على المكان الحالي والزمن الحالي «التواجد هنا الآن». نظراً لأنه غالباً لا يحتوي على درابزين، فمن الممكن للماشي الغافل أن يقع ببساطة في الماء.
يتبع التعرج في المسارات والجسر مبدأ فينج شوي الصيني.

## جسر قياسي
يتميز اللوح الخشبي بميزة عند استخدامه كمعبر لقاع موحل أو مُستنقع أنه مستقر من الناحية الانشائية، حيث قد يميل الجسر المستقيم بسبب تحريك الدعامات في الوحل الطري. كل جزء من الممر يدعم بشكل متبادل الجزء التالي من الالتواء والانقلاب من خلال ربطه بشكل آمن. هذه هي نفس الميزة التي يمتلكها سياج سكك متعرج.

## روابط خارجية
- بناء جسر بركة حديقة متعرج، المملكة المتحدة